# Перуанско-чилийский гигантский кальмар
Перуанско-чилийский гигантский кальмар (лат. Dosidicus gigas), также кальмар Гумбольдта — вид крупных хищных кальмаров из семейства Ommastrephidae, выделяемый в монотипический род Dosidicus. Населяет восточную часть Тихого океана, где приурочен к водам течения Гумбольдта.
Один из крупнейших видов кальмаров: длина мантии может достигать 1,9 м. Короткоживущий вид с продолжительностью жизни в 1—2 года. Обитают преимущественно на глубинах от 200 до 700 м от Огненной Земли до Калифорнии. На севере отмечены у берегов Орегона, Вашингтона, Британской Колумбии и Аляски. Ведётся коммерческий лов, особенно Мексикой и Перу.
Считаются агрессивными по отношению к человеку, хотя такое поведение, возможно, проявляется только во время кормёжки. Как и другие члены подсемейства Ommastrephinae, обладают хроматофорами и способны быстро менять окраску тела. Во время охоты перуанско-чилийские гигантские кальмары отчётливо мерцают, быстро сменяя цвет с красного на белый и обратно, из-за чего получили у рыбаков прозвище «красный дьявол» (исп. diablo rojo). В действительности за счёт наличия нескольких типов хроматофоров, различающихся по пигментным и размерным характеристикам, в ходе цикла смены цвета кальмары временно окрашиваются и в другие цвета, однако их смена происходит слишком быстро для восприятия человеческого глаза.

## Описание
Особи этого вида вырастает до 1,9 м в длину по мантии и до 50 кг веса. Обычно тушка составляет 56—62 % массы животного, руки и щупальца — 11—15 %, голова (с глазами и клювом) — около 10—13 %, печень — 4,2—5,6 %, остальные внутренние органы — 14—20 %. Руки несут по 100 присосок, имеющих роговые кольца с острыми зубцами, которыми они захватывают добычу и доставляют её в большой острый клюв.

## Поведение

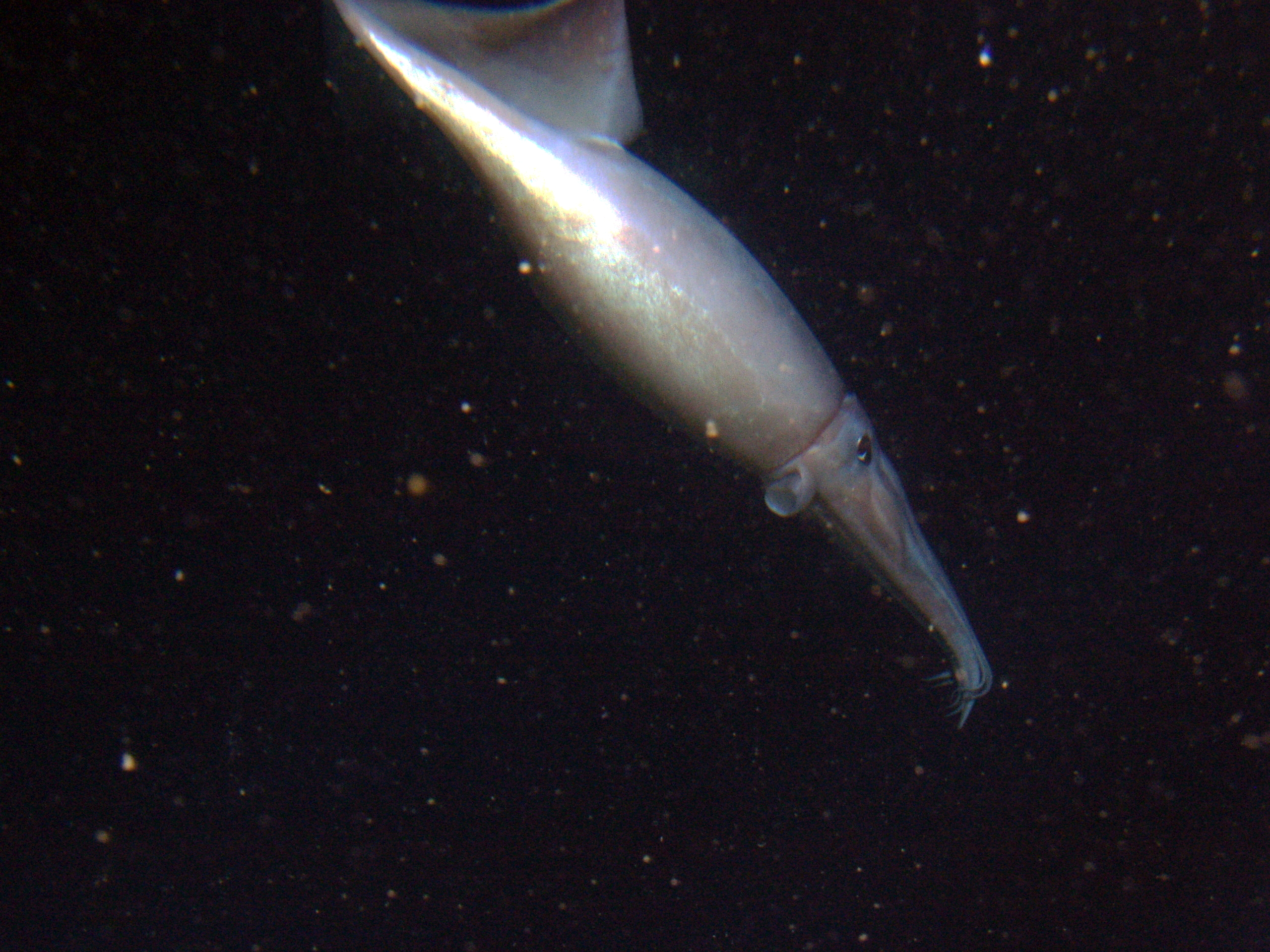
Перуанско-чилийский гигантский кальмар, заснятый на глубине 250 м у берегов Калифорнии

Перуанско-чилийские гигантские кальмары — хищники; они перемещаются косяками до 1200 особей. Они способны плавать со скоростью до 24 км/ч, выбрасывая воду из сифона и пользуясь парой треугольных плавников.
Хотя данный вид кальмаров имеет репутацию агрессивного существа, по этому вопросу есть разногласия. Данные исследований позволяют предполагать, что они агрессивны лишь во время охоты, а в остальное время довольно пассивны. Их поведение при кормёжке часто переходит в каннибализм, они с готовностью атакуют раненого или уязвимого кальмара из собственной стаи. Содержимое желудка около четверти особей включает остатки других кальмаров. Такое поведение может в значительной степени обеспечивать их быстрый рост. Некоторые учёные утверждают, что случаи агрессии в отношении человека происходят исключительно в результате провокации блеском зеркальных поверхностей водолазного снаряжения или мерцающих осветителей. Роджер Узун, опытный аквалангист и подводный видеооператор-любитель, плававший со стаей животных порядка 20 минут, сообщил, что они выглядели скорее любопытными, нежели агрессивными. В обстоятельствах, когда животные не кормятся и на них не ведётся охота, они демонстрируют исследовательское и интеллектуальное поведение.
Отслеживание электронных меток показало, что перуанско-чилийские кальмары подвержены суточным вертикальным миграциям, подходя ближе к поверхности с сумерек до рассвета. Полагают, что продолжительность их жизни всего порядка года, хотя более крупные особи могли прожить до двух лет.
Криттеркамы, закреплённые на двух перуанско-чилийских гигантских кальмарах, показали, что они «разговаривают» друг с другом, меняя цвет определённым образом, а также могут маскироваться, изменяя расцветку иными способами. Пока не известно, что они передают друг другу.
Недавние съёмки стай этих животных показывают их склонность встречать незнакомые объекты агрессивно. Поднявшись в горизонты 130—200 м под уровнем моря для питания (со своих обычных 700-метровых, глубже, чем погружаются с аквалангом), они атаковали глубоководные камеры и привели их в негодность. Подтвердились сообщения об аквалангистах, подвергшихся нападениям перуано-чилийских гигантских кальмаров. Один ныряльщик, Скотт Кассел, уделивший значительную часть своей профессиональной деятельности видеосъёмке этого вида, создал броню для защиты от нападений.

## Распространение

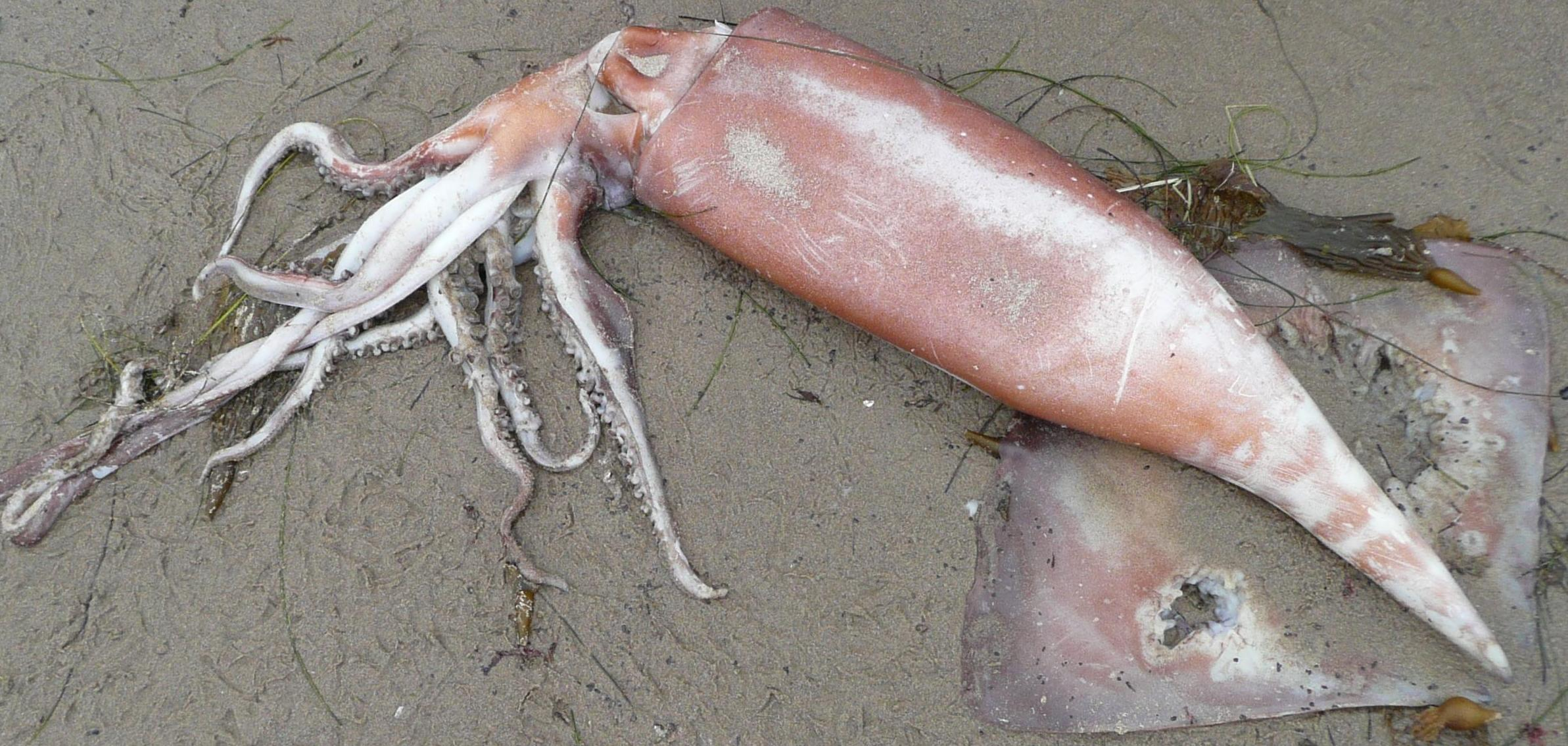
Перуанско-чилийский гигантский кальмар, выброшенный на берег в Санта-Барбаре (Калифорния)

Перуанско-чилийский гигантский кальмар обитает на глубине от 200 до 700 м в восточной части Тихого океана (в частности, в водах Чили и Перу), от Огненной Земли на север до Калифорнии. В последнее время кальмары стали появляться и дальше на север, вплоть до Британской Колумбии. Они также заходят в залив Пьюджет-Саунд в штате Вашингтон, США.
Хотя они обычно предпочитают глубокие воды, в конце 2004 года от 1000 до 1500 кальмаров выбросило на полуостров Лонг-Бич на юго-западе штата Вашингтона, а красные водоросли были предположительной причиной выброса на берег в конце 2012 года неопределенного количества молодых кальмаров (средняя длина 50 см) в заливе Монтерей вдоль центрального побережья Калифорнии в течение двух месяцев.
Перуанско-чилийский гигантский кальмар обычно обитает в тёплых тихоокеанских водах у мексиканского побережья; исследования, опубликованные в начале 2000-х годов, указывают на увеличение северной миграции. Крупное климатическое событие Эль-Ниньо 1997—1998 годов привело к первым наблюдениям гигантских кальмаров в заливе Монтерей. Затем, во время небольшого Эль-Ниньо 2002 года, они вернулись в залив Монтерей в большем количестве и с тех пор встречаются там круглый год. Аналогичные тенденции наблюдались у берегов Вашингтона, Орегона и даже Аляски, хотя в этих местах нет круглогодичных популяций гигантского кальмара. Предполагается, что это изменение в миграции связано с потеплением вод во время Эль-Ниньо, но на миграционный сдвиг могут влиять и другие факторы, например, уменьшение численности хищников верхнего трофического уровня, которые могли бы конкурировать с кальмарами за пищу.
Китайское исследование 2017 года показало, что на D. gigas влияют события Эль-Ниньо в водах у берегов Перу. Во время Эль-Ниньо популяции кальмаров меньше объединяются в группы и, следовательно, более рассредоточены. Кроме того, во время теплых условий Эль-Ниньо и высокой температуры воды воды у берегов Перу были менее благоприятны для D. gigas.

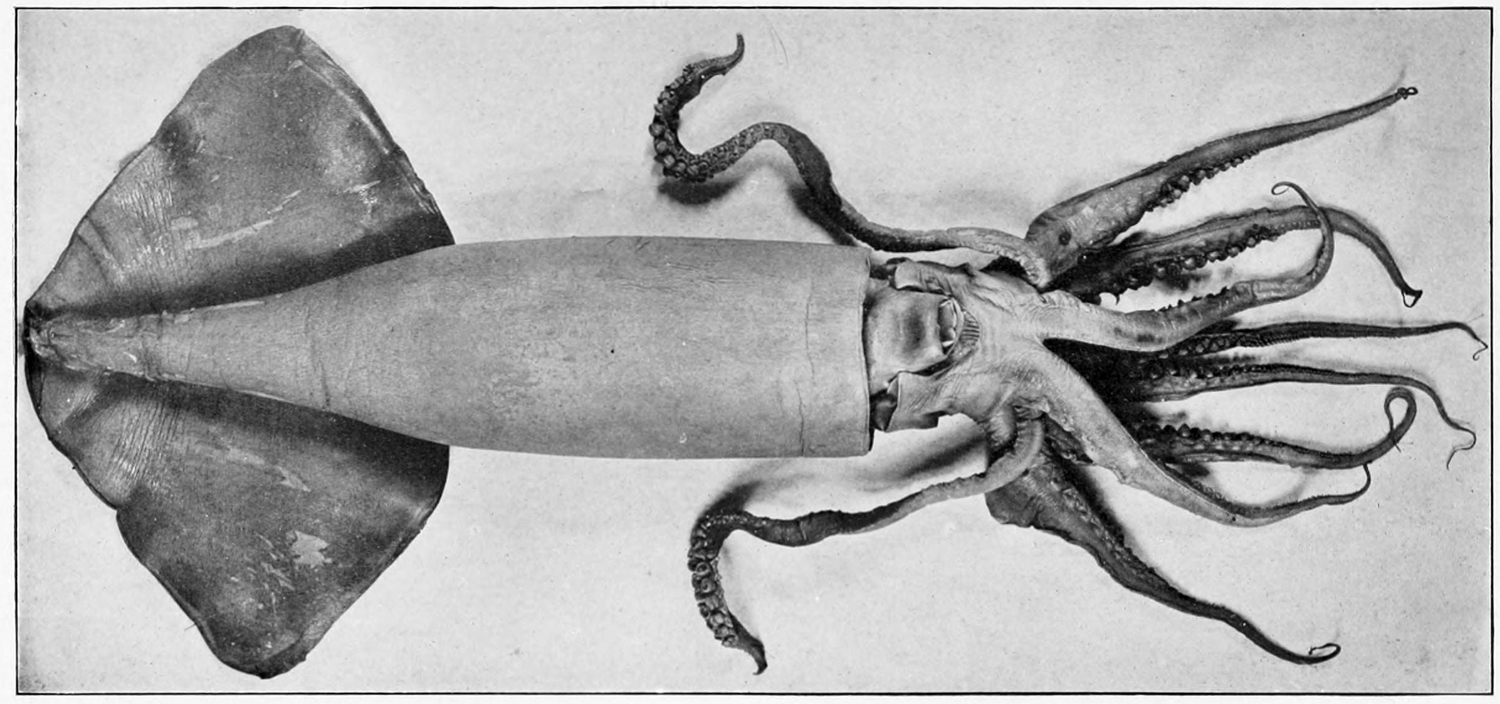
D. gigas, вид снизу (изображение из Bulletin of the United States Fish Commission)

## Экология

### Питание
Рацион перуанско-чилийского гигантского кальмара состоит в основном из мелкой рыбы, ракообразных, головоногих моллюсков и копепод. Кальмар использует свои колючие щупальца-присоски для захвата добычи, а клювом и радулой нарезает и разрывает плоть жертвы. Они часто быстро приближаются к жертве, вытянув вперед все 10 придатков в форме конуса. Подойдя на расстояние удара, они раскрывают свои восемь плавательных и хватательных рук и выдвигают два длинных щупальца, покрытых острыми крючками, хватают добычу и тянут её назад к попугаеподобному клюву, который может легко нанести серьёзные рваные раны человеческой плоти. Эти два длинных щупальца могут вытягиваться во всю длину, захватывать добычу и втягиваться так быстро, что почти всё событие происходит за один кадр видеокамеры с нормальной скоростью. Каждая из присосок кальмара окольцована острыми зубами, а клюв может разрывать плоть, хотя считается, что им не хватает силы челюстей, чтобы расколоть тяжелую кость.
Поведение гигантского кальмара во время питания часто включает каннибализм, и их видели охотно нападающими на раненых или уязвимых кальмаров в косяке. Четверть проанализированных желудков кальмаров содержали останки других кальмаров. Такое поведение может объяснять значительную часть их быстрого роста. Исследование содержимого желудков более 2000 кальмаров, выловленных за пределами исключительной экономической зоны у берегов Чили, показало, что каннибализм, вероятно, был самым важным источником пищи. Более половины кальмаров имели в желудке клювы D. gigas, и D. gigas был наиболее распространенным объектом добычи. Однако исследователи отмечают, что кальмары, которых наблюдали в световом поле вокруг исследовательского судна, проявляли гораздо больше каннибализма.
До недавнего времени утверждения о совместной или скоординированной охоте D. gigas считались неподтверждёнными и научно необоснованными. Однако исследования, проведённые в 2007—2011 годах, показали, что этот вид действительно участвует в совместной охоте.
Кальмары известны своей быстротой в питании; они «пируют» на пойманной на крючок рыбе, обдирая её до костей, прежде чем рыбаки успевают поймать её на эту удочку.

### Размножение
Самки перуанско-чилийских гигантских кальмаров откладывают студенистые яичные массы, которые почти полностью прозрачны и свободно плавают в толще воды. Размер яичной массы коррелирует с размером отложившей её самки; крупные самки могут откладывать яичные массы до 3—4 м в диаметре, в то время как более мелкие самки откладывают яичные массы диаметром около одного метра. Записи о яйцевых массах крайне скудны, поскольку они редко встречаются людям, но из тех немногих найденных на сегодняшний день, яичные массы, по-видимому, содержат от 5000 до 4,1 миллиона яиц, в зависимости от размера.

## Взаимоотношения с людьми

### Промысел
Это самый популярный промысловый кальмар в мире, по состоянию на 2019 год треть всех добываемых кальмаров приходится на этот вид.
В коммерческих целях этот вид вылавливают для европейского рынка (в основном для Испании, Италии, Франции и Ирландии), России, Китая, Японии, Юго-Восточной Азии и всё чаще для рынков Северной и Южной Америки.
Метод, используемый как рыбаками-кустарями, так и промышленными предприятиями для ловли кальмара, известен как джиггинг. Джиггинг кальмара — относительно новый метод ловли в Америке. Он осуществляется с помощью ручной ловли рыбаками-кустарями или с помощью механических джиггеров. Джиггинг предполагает постоянные подёргивания лески вверх и вниз, имитируя добычу, в этом помогает катушка с эллиптической или овальной формой втулки. Джиггинг кальмаров осуществляется ночью, с использованием яркого верхнего света с рыболовных лодок, который ярко отражается от джигов и планктона в морской воде, приманивая кальмаров к поверхности для кормления. Кальмары предпочитают нападать на джиг из соседних затенённых областей, особенно из тени под корпусом лодки. Часто на одной ручной леске находится от 8 до 12 джигов, а на автоматизированных системах джиггинга кальмаров для ярусного лова используется гораздо больше. Лески подвешиваются на глубине от 10 до 100 м, в зависимости от мощности используемых ламп.
На испанском языке джиги называются poteras. Различные типы оснастки подходят как для хендлининга, так и для механической ловли кальмара. Они изготавливаются из бакелита и/или нержавеющей стали и имеют длину от 75 до 480 мм. Джиги могут иметь одну ось или от одной до трех «рук» (ejes), которые колеблются при рывке джига, и ряд корон (coronas) из проволочных крючков, похожих на щетинки, крючки без колючек, составляющих хвост. Тело джига обычно фосфоресцирует, но к нему могут быть прикреплены светящиеся в темноте приманки. Джиги чрезвычайно избирательны, не только один их тип может привлечь только кальмара, часто джиги могут выбирать один вид кальмара и даже определённые размеры этого вида. Чем больше рук и коронок, тем больше крючков, тем выше шансы зацепиться и действительно поймать кальмара.
С 1990-х годов наиболее важными районами вылова перуанско-чилийского гигантского кальмара являются Чили, Мексика и Перу (122—297, 53-66 и 291—435 тысяч тонн, соответственно, в период 2005—2007 годов).
По данным национального рыболовства за 2009 год, в Мексике этот вид составляет 95 % от общего зарегистрированного улова кальмара. 88 % этого улова приходится на побережья штатов Сонора и Южная Нижняя Калифорния.

### В кулинарии
Поскольку мякоть кальмаров насыщена хлоридом аммония, который поддерживает их нейтральную плавучесть в морской воде, в свежем виде они неприятно солёные, кислые и горькие на вкус. Чтобы сделать кальмара более вкусным для рынка замороженных кальмаров, свежевыловленных перуанско-чилийских гигантских кальмаров подвергают промышленной обработке: сначала их механически смягчают, опускают в ледяную воду с 1%-ной смесью молочной и лимонной кислоты на три часа, затем промывают, после чего замачивают в другом чане с 6%-ным раствором рассола на три часа. Для домашних поваров также существует метод нейтрализации неприятного вкуса.
По сравнению с другими видами морепродуктов, перуанско-чилийский гигантский кальмар недорог в Тихоокеанском регионе Южной Америки: в начале 2010-х годов он продавался в Перу по цене около 0,30 долларов США за кг, а в Чили — около 2,00 долларов США за кг.
В Чили кальмара едят в супе-рагу чупес и пайла маринапайла марина. В Перу практика приготовления севиче из дешёвого кальмара началась в бедных районах Лимы, когда мясо стало доступным в 1990-х годах, и с тех пор распространилась на Куско. Его продают на улице в тележках, а также в «севичериях» (cevicherias) — ресторанах, специализирующихся на этой кухне. В Соединённых Штатах из него делают «стейки из кальмара».

### Модельный организм для исследований
В Чили в конце 50-х — начале 60-х годов электрофизиологические и нейрофизиологические исследования проводились Институтом морской биологии Монтемара в Вальпараисо, Чили. Поразительные размеры гигантского аксона и гигантского синапса, которыми обладает этот вид кальмара, сделали его идеальным для манипуляций в лаборатории. 

## В популярных медиа
Перуанско-чилийский гигантский кальмар фигурировал в различных телевизионных шоу. В 2016 году программа «Man Eating Super Squid: A Monster Invasion» на канале National Geographic Wild исследовала различные нападения гигантского кальмара в Мексике. В шоу кальмар упоминается как кракен в реальной жизни и как «глобальная угроза». Вторым шоу было «River Monsters: Devil of the Deep» («Речные монстры: дьявол из глубины»), где британский рыбак, биолог-экстремал и телеведущий Джереми Уэйд беседует с рыбаками, на которых якобы напали кальмары в море Кортеса, а затем ловит животных у берегов Перу. В британском фильме «Невозможная рыбалка» одетые в кольчугу дайверы планируют поймать перуанско-чилийского гигантского кальмара вручную в Тихом океане, но им не удается это сделать из-за плохой погоды. В программе BBC Earth «Голубая планета II» впервые была заснята каннибалистическая охота кальмара на стаю.

## Сохранение
Исследование 2008 года предсказало, что закисление океана снизит скорость метаболизма гигантского кальмара на 31 % и уровень активности на 45 % к концу XXI века. В нём также предсказывалось, что кальмар не сможет проводить большую часть дня в более глубоких и холодных водах, поскольку большая часть океана попадёт в зону кислородного минимума.
Однако более позднее исследование (2018) представило эмпирические и теоретические доказательства того, что на метаболизм кальмара не влияет подкисление океана.